# Кордон (Самарская область)
 Кордон — село в Хворостянском районе Самарской области в составе сельского поселения Липовка. 

## География
Находится на левом берегу реки Чагра на расстоянии примерно 7 километров по прямой на восток от районного центра села Хворостянка.

## История
В советское время в селе работали колхозы «Власть Советов» и им.Ленина

## Население
Постоянное население составляло 20 человек (русские 100%) в 2002 году, 10 в 2010 году.